# 卡洛斯·何塞·索洛萨诺
卡洛斯·何塞·索洛萨诺·古铁雷斯（西班牙語：Carlos José Solórzano Gutiérrez；1860年1月17日—1936年8月30日），尼加拉瓜的政治家，1925年担任尼加拉瓜总统，是费尔南多·古斯曼·索洛萨诺的远亲，1926年，因为埃米利亚诺·查莫罗·瓦加斯发动军事政变而下台:216，被迫流亡哥斯达黎加圣何塞。